# Republic-Ford JB-2
Die Republic-Ford JB-2 (Jet Bomb 2) ist ein Marschflugkörper, der von den USA auf Basis von Plänen und Komponenten der Fieseler Fi 103 (V1) entwickelt wurde. Die JB-2 ist der erfolgreichste Marschflugkörper aus der Jet-Bomb-Serie (1–10) und der erste in den USA entwickelte Marschflugkörper. Von 1944 bis 1953 entwickelte sich die JB-2 von einem Flugkörper, der schnell während des Zweiten Weltkriegs für den Kriegseinsatz entwickelt wurde, zu einem essentiellen Testgerät für die U.S. Army, Navy und Air Force, dessen Weiterentwicklungen die Containment-Politik während des Kalten Kriegs unterstützten.

## Entwicklung während des Zweiten Weltkriegs
Schon 1943 beschlossen die Vereinigten Staaten, nachdem die Existenz der deutschen V1 bekannt wurde, mit der Entwicklung eines ähnlichen Marschflugkörpers zu beginnen. Ab Juli 1944 wurde der Auftrag zur Produktion der JB-1 an Northrop Aircraft vergeben. Der Entwurf von Northrop war allerdings komplex.
Ebenfalls im Juli 1944 hatte die U.S. Army Air Force (USAAF) die Gelegenheit, die Überreste einer abgestürzten V1, etwa 1100 Kilogramm geborgener Teile, die von England in die USA verschifft wurden, zu inspizieren. Es wurde beschlossen, den Marschflugkörper nachzubauen und innerhalb weniger Wochen als JB-2 in Serie zu produzieren. Damit ersetzte die JB-2 das erfolglose Design der JB-1.

### Produktion
Die ersten 13 Versuchsträger wurden von der USAAF in der Wright-Patterson Air Force Base gebaut. Nach drei Wochen stellten die Ingenieure einen Nachbau des Pulsstrahltriebwerks fertig und am 1. August 1944 wurde ein erfolgreicher Teststart durchgeführt. Als Vorlage dienten vorab erstellte Zeichnungen der Flugzeugzelle, deren Abmessungen aus den Überresten der V1 übernommen wurden. Manche der produzierten JB-2 bestanden sogar teilweise aus Komponenten deutscher V1-Flugkörper. Die Aufträge für die Produktion von 1000 JB-2 wurden im Oktober 1944 an die Republic Aviation Company (zuständig für die Flugzeugzelle) sowie an Ford (zuständig für das Pulsstrahltriebwerk) vergeben. Außerdem waren an der Produktion die Firmen Jack & Heintz (Steuergeräte), Alloy Products (Druckbehälter für den Treibstoff und die Druckluft), Monsanto (Startraketen für Rocket Assisted Take Off) und Northrop (Startschlitten) beteiligt.  Ford entwarf daraufhin per Reverse-Engineering das PJ31-F-1-Impulsstrahltriebwerk mit 4 kN Schubkraft, eine Nachkonstruktion des Argus-As-014-Pulsstrahltriebwerks, das ebenfalls für die V1 verwendet wurde. Die meisten JB-2 wurden jedoch tatsächlich von Willys-Overland im Auftrag von Republic Aviation gebaut.
Die Bestellung wurde nach der Ardennenoffensive im Januar 1945 von 1000 Exemplaren auf 75.000 Exemplare mit einer maximalen Produktionsrate von mehreren 100 pro Tag aufgestockt. Gleichzeitig wurde dem Projekt die höchste Priorität (AA-1) zugeordnet. Kurze Zeit später wurde die Aufstockung der Bestellung wieder revidiert, da das Kriegsministerium nicht bereit war, so viele finanzielle Mittel in die JB-2 zu stecken, die sich bis dahin aufgrund der Ungenauigkeit nur für den Einsatz gegen größere Städte eignete. Schließlich wurden 12.000 Flugkörper bestellt, die für die Massenangriffe im Rahmen der Operation Downfall vor der erwarteten Invasion Japans eingesetzt werden sollten. Letztere kam nie zustande, und so wurden alle verbleibenden Aufträge nach der japanischen Kapitulation am 2. September gekündigt. Zu diesem Zeitpunkt waren etwa 1400 JB-2 gebaut worden. Die Auslieferung der JB-2 begann im Januar 1945.

### Unterschiede zur Fieseler Fi 103 (V1)
Die JB-2 und die V1 unterscheiden sich im Wesentlichen durch die Startmethode und (bei späteren Flugkörpern) das Leitsystem. Da der Impulsstrahl nur im Vorwärtsflug effizient arbeitete, musste die Rakete zunächst in die Luft geschossen werden. In Deutschland wurde dazu ein Dampfkatapult verwendet, das aber von der USAAF als zu gefährlich angesehen wurde. Außerdem bestand bis 1944 seitens der Alliierten keine Kenntnis über das in Deutschland verwendete Dampfkatapult und bis dahin wurde schon eine Lösung entwickelt, für deren Produktion bereits der Vertrag mit Monsanto geschlossen worden war. Ein weiterer Grund war, dass es ohnehin keine Anlagen für die Herstellung ausreichender Mengen an den in Deutschland verwendeten Chemikalien gab. Mehrere Techniken wurden getestet und die Lösung war, die JB-2 mit Hilfe eines Feststoffraketen-Boosters über eine Rampe zu beschleunigen.
Anfänglich wurde bei der JB-2 die primitive Lenkmethode der V1 verwendet, bei der der Impulsstrahl nach einer vorgegebenen Zeit gestoppt wurde. Dies führte zwar anschließend zu einem Sturzflug auf das Ziel, war allerdings extrem ungenau. Daher begann die USAAF Anfang 1945 mit der Entwicklung einer funkgesteuerten Lenkung. Dazu wurde der Marschflugkörper mit einem Radarsignal ausgestattet, was die Verfolgung erleichterte und die Sendung von Lenkbefehlen über eine Fernsteuerung ermöglichte. Damit waren Kurskorrekturen und die Einleitung eines Endsturzes möglich. Die durchschnittliche Abweichung von der beabsichtigten Einschlagstelle (cep) betrug selbst unter optimalen Bedingungen immer noch ca. 400 Meter bei einer Reichweite von ca. 160 Kilometern.

### Testflüge
Innerhalb von drei Monaten entwickelte sich das Projekt unter dem Namen MX-544 von einer Ansammlung funktionsunfähiger V1 zu Dutzenden von einsatzbereiten JB-2-Flugkörpern. Nach dem Bau einer Testanlage begannen die Testflüge im Oktober 1944 auf der heutigen Eglin Air Force Base. Bis Ende 1944 schlug die Mehrzahl der Startversuche fehl, aber Anfang 1945 waren die Startprobleme im Wesentlichen gelöst. Im November 1944 wurde die JB-2 erstmals in der Presse erwähnt.
Im Mai 1945 wurde ein Null-Längen-Startsystem (das erste seiner Art in den USA) entwickelt, womit die Flugkörper nahezu vertikal gestartet werde konnten. Dieses wurde bis Ende Juli in 97 Starts sehr erfolgreich getestet. Die Option des Null-Längen-Starts löste das Interesse der U.S. Navy an einer U-Boot-basierten Version aus (siehe Einsatz bei der U.S. Navy).
Anfang 1945 wurde die Modifizierung eines B-17-Bombers gestartet, sodass dieser unter jeder Tragfläche eine JB-2 Rakete transportieren und starten konnte. Im März 1945 wurde dies mit mäßigem Erfolg getestet. Zwar entfielen durch die bereits vorhandene Geschwindigkeit des B-17-Bombers die Startrampen und damit auch die dabei auftretenden Schwierigkeiten, jedoch kam es zu Fehlfunktionen beim Start des Pulsstrahltriebwerks.

## Weiterentwicklung nach Ende des Zweiten Weltkriegs
Nach dem Zweiten Weltkrieg verlor die JB-2 ihren Status als Bereitschaftswaffe und markiert stattdessen einen wichtigen technologischen Schritt im Bereich der Lenkwaffenkriegsführung. Außerdem wurde im Rahmen der Containment-Politik vom Pentagon vermutet, dass die Technologie der JB-2 für eine eventuell notwendige Eindämmung der Ausbreitung des Kommunismus durch Waffengewalt essentiell war. Allein die Existenz des ersten sinnvoll einsetzbaren Marschflugkörpers sowie das Entwicklungspotential für zukünftige Marschflugkörper konnten zur Abschreckung dienen.
Weitere Testflüge zur Optimierung des neuen Leitsystems fanden in der Wendover Air Force Base nach dem Ende des Zweiten Weltkriegs statt. Nach dem Krieg wurden einige JB-2 der USAAF als Testflugkörper für die Lenkwaffentechnologie eingesetzt und als solche Ende 1947 in LTV-1 und dann Anfang 1948 in LTV-A-1 umbenannt. In dem Rahmen fanden auch wieder Testflüge mit B-17-Bombern statt, die dieses Mal erfolgreich verliefen. Die JB-2 wurden dabei von einer B-17G 44-85815, welche zur MB-17-Konfiguration umgebaut wurde, um zwei JB-2 Flugkörper unter den Flügeln zu tragen, am 28. Februar 1947 abgeschossen. Die USAAF beendete ihre LTV-A-1-Flugversuche schließlich im Januar 1949. JB-2 wurden auch verwendet, um das Zielfernrohr der Fairchild-Republic A-10 sowie die Abwehrfähigkeit gegenüber infrarot-gesteuerten Lenkflugkörpern zu testen.

### Einsatz bei der U.S. Navy
Auch die U.S. Navy hatte von Anfang an Interesse am JB-2-Programm gezeigt und schlug vor, den Flugkörper von Geleitflugzeugträgern aus zu starten. Die Navy nannte die Waffe „Loon“ und Ende 1945 wurde die Bezeichnung KGW-1 für eine geplante, von U-Booten aus zu startende taktische Waffe vergeben. Es wurde erwogen, die Loon mit einem 15 kT XW-10 Nuklearsprengkopf zu bewaffnen, aber diese Pläne waren nur von kurzer Dauer. Der erste Start einer KGW-1 fand im Januar 1946 statt. Im März desselben Jahres genehmigte die Marine den Umbau von zwei U-Booten zu Loon-Start- und Führungsbooten. Allerdings wurde die Loon bald darauf offiziell zu einem reinen Forschungsfahrzeug und dementsprechend in KUW-1 umbenannt. Die Starts von KUW-1-Flugkörpern von einem aufgetauchten U-Boot aus begannen Anfang 1947, und der erste erfolgreiche Flug war der fünfte Flug im März desselben Jahres.
Loon wurde in erster Linie ein Projekt, um Verfahren zum Start von Marschflugkörpern von U-Booten aus zu testen und zu bewerten. Gegenüber den bisher verfügbaren Geschützen hatte die JB-2 eine weitaus größere Reichweite (100 statt 25 Meilen). Des Weiteren war ein Start von U-Booten gut getarnt und durch das neue Leitsystem waren auch Kursänderungen im Flug möglich. Daher zog die Einführung der JB-2 weitreichende Veränderungen in der Seekriegsführung nach sich. Im September 1947 wurde die Loon erneut zu LTV-2 und schließlich Anfang 1948 zu LTV-N-2 umbenannt. Das LTV-N-2-Programm wurde im März 1950 beendet; einige der Ergebnisse wurden bei der Entwicklung des Marschflugkörpers SSM-N-8A Regulus verwendet.

### Weiterentwicklung des Steuerungssystems

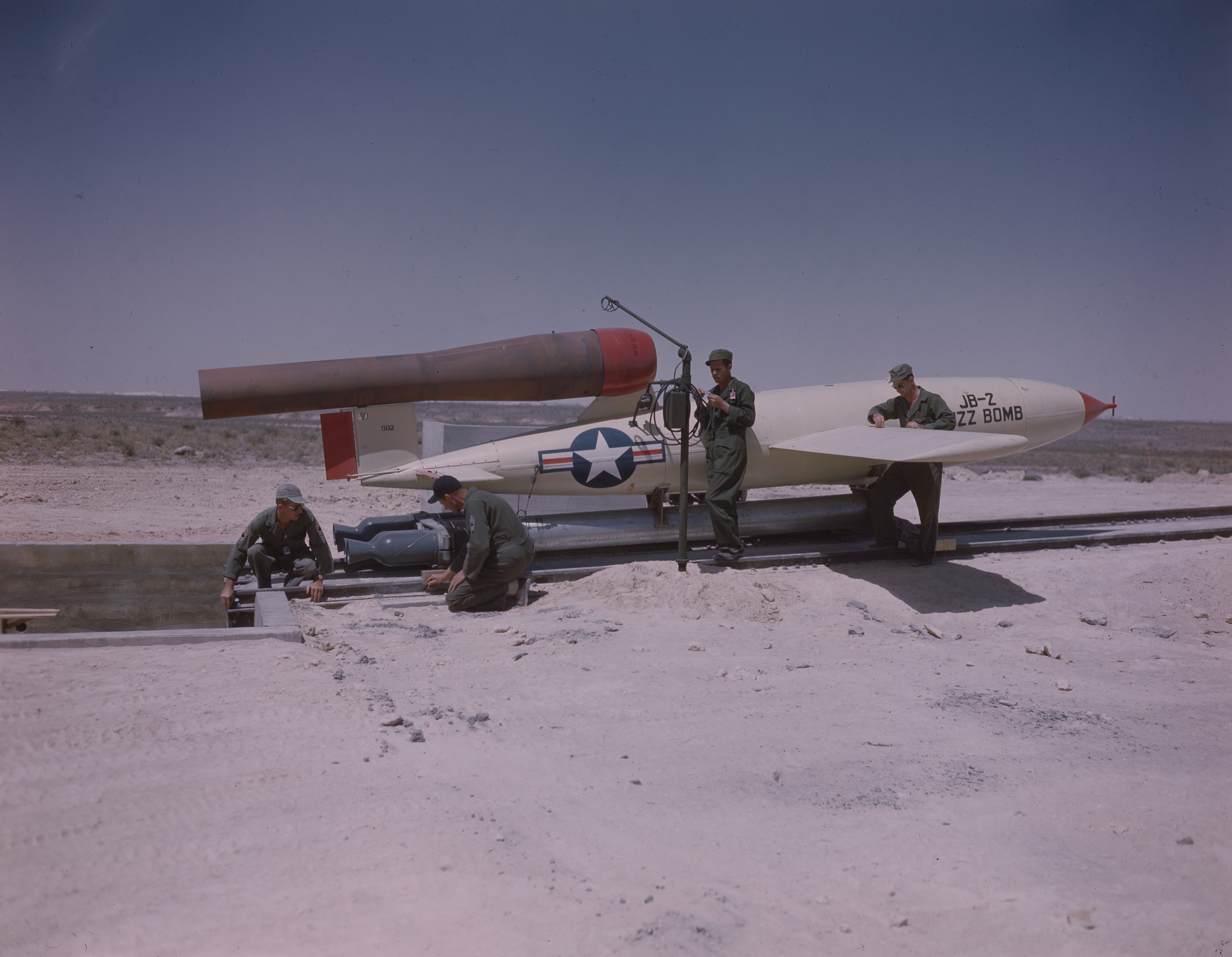
Prüfung der JB-2, Holloman Air Force Base, 1948

Das USAF Air Materiel Command reaktivierte die JB-2 als Projekt EO-727-12 am 23. April 1948 auf der heutigen Holloman Air Force Base, New Mexico, dem ehemaligen Alamogordo Army Air Field. Die JB-2 wurde dort für die Entwicklung von Flugkörpersteuerungs- und Suchkopfsystemen, die Erprobung von Telemetrie- und optischen Verfolgungseinrichtungen und als Ziel für neue Boden-Luft- und Luft-Luft-Raketen eingesetzt. Das JB-2-Projekt nutzte das Blockhaus des NATIV (North American Test Instrumentation Vehicle) und zwei Startrampen in Holloman. Der erste Start einer JB-2 auf der Holloman Air Force Base erfolgte am 3. Mai 1948 nach der Fertigstellung der Startrampen, der letzte am 10. Januar 1949 nach 11 Einsätzen.
Das JB-2-Programm wurde nach der erfolgreichen Entwicklung eines Funkführungssystems beendet, mithilfe dessen eine JB-2 unter der Kontrolle eines Bord- oder Bodensenders gestartet und gesteuert werden konnte. Im November 1949 beispielsweise wurden bei einer Navy-Übung Loon-Flugkörper abgeschossen und überstanden einen Spießrutenlauf durch Flugabwehrfeuer von 35 Schiffen und die Maschinengewehre der Kampfflugzeuge von den Flugzeugträgern USS Valley Forge und USS Boxer. Der Koreakrieg veränderte schließlich 1950 die Prioritäten der Air Force, wodurch die JB-2 nun ausschließlich bei der Navy eingesetzt wurden.
Der letzte JB-2-Start von der heutigen Eglin Air Force Base erfolgte am 11. August 1950 als Luftstart von einem B-29-Bomber. Zwischen 1950 und 1953 entwickelte die US Navy das Steuersystem weiter. Die Funksteuerung wurde von einer Radar- und Computersteuerung abgelöst. Schlussendlich konnte die JB-2 automatisiert mithilfe von gesammelten Positions-, Kurs- und Geschwindigkeitsinformationen per Computerbefehlen an das Ziel geführt werden.

### Ende des Programms
Am 11. September 1953 fand der letzte Start der JB-2 statt und beendete damit die neunjährige Spanne von Testprogrammen. Die Testprogramme trieben die Entwicklung von Marschflugkörpern aus der mechanischen Ära in das Computerzeitalter voran, sorgten für die Ausbildung der ersten Raketensoldaten (beispielsweise wurden JB-2 auch als Zieldarstellungsdrohnen verwendet) und eröffneten neue Möglichkeiten im Bereich der militärischen Strategien.